# Ignat Kovaliov
Ignat Nikolayevich Kovaliov –en ruso, Игнат Николаевич Ковалев– (1 de mayo de 1976) es un deportista ruso que compitió en piragüismo en la modalidad de aguas tranquilas. Ganó dos medallas en el Campeonato Mundial de Piragüismo entre los años 1998 y 1999, y tres medallas en el Campeonato Europeo de Piragüismo de 1999.

## Palmarés internacional
| Campeonato Mundial | Campeonato Mundial | Campeonato Mundial | Campeonato Mundial |
| Año                | Lugar              | Medalla            | Competición        |
| ------------------ | ------------------ | ------------------ | ------------------ |
| 1998               | Szeged (Hungría)   | Medalla de plata   | C4 1000 m          |
| 1999               | Milán (Italia)     | Medalla de oro     | C4 1000 m          |
| Campeonato Europeo |                    |                    |                    |
| Año                | Lugar              | Medalla            | Competición        |
| 1999               | Zagreb (Croacia)   | Medalla de oro     | C4 500 m           |
| 1999               | Zagreb (Croacia)   | Medalla de oro     | C4 1000 m          |
| 1999               | Zagreb (Croacia)   | Medalla de bronce  | C4 200 m           |